# Apocalisse sul fiume giallo
Apocalisse sul fiume giallo è un film del 1960, diretto da Renzo Merusi.